# La materia del cosmo
La materia del cosmo (黑暗森林S, Hēi'àn sēnlínP, lett. "La foresta oscura") è un romanzo di fantascienza scritto nel 2008 dall'autore cinese Liu Cixin. 
È il secondo romanzo della trilogia  Memoria del passato della Terra (地球往事S, Dìqiú wǎngshìP), ma i lettori cinesi di solito si riferiscono alla serie usando il titolo del primo romanzo. La trilogia inizia con il romanzo vincitore del Premio Hugo Il problema dei tre corpi (三體T, 三体S, Sān tǐP, lett. "Tre corpi") e termina con Nella quarta dimensione (死神永生S,  Sǐshén yǒngshēngP, lett. "Morte immortale").
Il titolo originale dell'opera deriva dall'ipotesi della foresta oscura, coniata da Liu nel romanzo, ma descritta dall'astronomo e autore David Brin già nel 1983 come possibile soluzione al paradosso di Fermi.

## Storia editoriale
Il romanzo è stato pubblicato nel 2008 dalla Chongqing Publishing Company.
Nel 2012 la CEPIEC (China Educational Publications Import and Export Corporation) ha dato l'incarico di tradurre in inglese la trilogia all'autore di fantascienza cino-americano Ken Liu, per il primo e l'ultimo volume e al traduttore Joel Martinsen per il secondo volume; nel 2013 è stato annunciato che la serie sarebbe stata pubblicata negli Stati Uniti dalla Tor Books e nel Regno Unito dalla Head of Zeus.
La versione inglese, tradotta da Joel Martinsen, è stata pubblicata nel 2015 con il titolo The Dark Forest
Le traduzioni di Liu e Martinsen dei romanzi contengono note a piè di pagina che spiegano i riferimenti alla storia cinese che potrebbero non essere familiari al pubblico internazionale.
Una traduzione in italiano dall'inglese di Benedetta Tavani è stata pubblicata nel 2018 dalla Arnoldo Mondadori Editore.

## Trama
Il genere umano ha scoperto l'esistenza del sigillo costituito dai sofoni: queste particelle subatomiche modificate, comandate dai trisolariani, possono interagire coi sistemi informatici leggendone i dati, ma soprattutto possono alterare i risultati dei test con gli acceleratori di particelle impedendo al genere umano di progredire nella conoscenza della fisica. Nel frattempo la Flotta Trisolariana è già in viaggio e raggiungerà la Terra in circa quattrocento anni, solo le sue velocissime sonde saranno nel sistema solare in due secoli.
Resosi conto che l'unico posto in cui i sofoni non hanno accesso è la mente umana, il dipartimento di difesa mondiale sceglie di nominare degli Impenetrabili, ovvero quattro persone incaricate di elaborare una strategia di difesa per il genere umano; queste persone non devono comunicare a nessuno i loro piani e dispongono di fondi praticamente illimitati per metterli in atto.
L'organizzazione Terra-Trisolaris reagisce assegnando ad ogni Impenetrabile un Incursore, ovvero una persona in possesso di grandi capacità deduttive incaricata di dedurre il piano dell'impenetrabile e rivelarlo al mondo.
Uno alla volta i primi tre incursori riescono a rivelare i piani degli impenetrabili a loro assegnati. Il quarto impenetrabile, il cinese Luo Ji, sembra non avere idee e si limita ad utilizzare il Sole come amplificatore per lanciare un segnale radio verso una stella lontana 49 anni luce. Luo Ji rimane vittima di una malattia e viene ibernato in attesa che sia disponibile la cura.
Due secoli dopo si risveglia e scopre che il mondo è profondamente cambiato, in seguito ad una catastrofe ecologica il genere umano si è trasferito nel sottosuolo. Nonostante il blocco dei sofoni la scienza è progredita a livelli incredibili. L'uomo può ottenere energia praticamente illimitata dalla fusione nucleare controllata ed è in grado di costruire astronavi che viaggiano al quindici percento della velocità della luce, mentre per paragone la flotta trisolariana non va oltre il cinque percento. La Terra ha costruito migliaia di velocissime e potentissime astronavi mentre le osservazioni sulla flotta trisolariana rivelano che essa si è ridotta di numero e che alcune navi sono ben più lente di altre, come se fossero danneggiate. Avendo superato ampiamente il potenziale bellico dei Trisolariani è opinione comune che al loro arrivo essi cercheranno un accordo pacifico per non essere sconfitti facilmente. A causa di questo gli viene comunicato che il progetto Impenetrabili è stato soppresso da molti anni in quanto non ritenuto più utile. Luo Ji cerca di inserirsi all'interno del nuovo sistema terrestre, ma incontrerà molte difficoltà.
Nel frattempo la prima sonda arriva nel sistema solare, e viene ricevuta da metà della flotta terrestre, oltre mille navi da guerra schierate in formazione. La sonda ha forma di una goccia metallica e durante l'analisi si accende iniziando a muoversi velocissima verso la flotta. La goccia inizia ad oltrepassare con una facilità incredibile lo scafo di tutte le navi distruggendole una alla volta e annientando tutte le navi in pochi minuti. Tutti i tentativi di fermarla con le armi più potenti si rivelano vani, la sonda sembra indistruttibile perché i trisolariani hanno realizzato un materiale con interazione forte talmente alta da rendere i nuclei degli atomi praticamente inscindibili. Dopo aver distrutto quasi tutte le navi la sonda inizia ad emettere un segnale radio che interferirà per sempre con la capacità della Terra di emettere ulteriori emissioni nel cosmo.
A causa del risultato disastroso della battaglia, con la Flotta annientata da una singola sonda, il genere umano riprecipita nello sconforto. Tuttavia Luo Ji recupera il suo ruolo di Impenetrabile quando si scopre che la stella verso cui aveva indirizzato il segnale due secoli prima non esiste più (distrutta da una sorta di "proiettile" super massivo precipitato al suo interno), e il genere umano si affida a lui.
Luo Ji aveva spedito nel cosmo un segnale che rivelava la posizione di questa stella nel cosmo, puntando sul fatto che una terza civiltà sviluppata, temendo un nemico agli albori della civiltà, distruggesse immediatamente la stella, cosa che si era puntualmente verificata.
A causa del segnale radio emesso dalla sonda tuttavia non è in grado di ripetere l'operazione, pertanto inventa un sistema alternativo e ricatta i trisolariani minacciando di rivelare la loro posizione e quella della Terra a questa terza civiltà, infinitamente più potente della Terra e Trisolaris messe assieme poiché è in grado di distruggere a distanza interi sistemi solari. Luo Ji riesce a ottenere che i sofoni non interferiscano più nel progresso scientifico e che le ulteriori sonde vengano deviate fuori dal sistema solare.

## Personaggi
LUO JiAstronomo e sociologo
YE WenjieAstrofisica
Mike EVANSFinanziatore e leader dell'OTT
ZHANG BeihaiCommissario politico della marina dell'EPL; ufficiale delle forze armate spaziali
CHANG WeisiGenerale dell'EPL; comandante delle forze armate spaziali
YANG WeiningIngegnere capo della base Costa Rossa, ex studente di YE Zhetai
George FITZROYGenerale americano; coordinatore del Consigli di difesa planetaria; intermediario militare del progetto Hubble II
Albert RINGIERAstronomo dell'Hubble II
ZHANG YuanchaoOperaio di un'industria chimica di Pechino, da poco in pensione
YANG JinwenInsegnante di scuola media di Pechino, in pensione
MIAO FuquanMagnate del carbone dello Shanxi; vicino di casa di ZHANG e YANG
SHI QiangUfficiale del dipartimento di sicurezza del CDP, soprannominato Da Shi
SHI XiaomingFiglio di SHI Qiang
KENTIntermediario del CDP
Segretario generale SAYSegretario generale dell'ONU
Frederick TYLEREx segretario della difesa americano
Manuel REY DIAZEx presidente del Venezuela
Bill HINESNeuroscienziato inglese; ex presidente dell'Unione Europea
Keiko YAMASUKINeuroscienziata; moglie di HINES
GARANINPresidente del CDP
DING YiFisico teorico
ZHUANG YanLaureata all'Accademia centrale di belle arti
Ben JONATHANCommissario speciale del Congresso congiunto della flotta
DONGFANG YanxuCapitano della Selezione Naturale
Maggiore XIZIUfficiale scientifico della Quantum

## Edizioni
- Liu Cixin, La materia del cosmo, Oscar Fantastica, Arnoldo Mondadori Editore, 2018.